# Полет 123 на „Джапан Еър Лайнс“
Полет 123 на „Джапан Еър Лайнс“ е редовен вътрешен пътнически полет от Токио до Осака, Япония. На 12 август 1985 г. „Боинг 747“, който лети по маршрута, претърпява сериозна структурна повреда и декомпресия 12 минути след началото на полета на почти крейсерска височина. Някои от повредите включват разхерметизация на фюзелажа в задната част на самолета, откъсване на вертикалния стабилизатор и прекъсване на всичките четири хидравлични линии. Снимка, направена от земята, показва липсата на вертикален стабилизатор и след полет под минимален контрол за още 32 минути 747 се разбива в района на планината Такамагахара на 100 километра от Токио.
Самолетът включва конфигурация с висока плътност на седалките и превозва 524 души. Трудно достъпният терен забавя спасителните екипи, които достигат мястото на сблъсъка на другия ден и откриват тела с наранявания, което предполага, че някои от хората оцеляват веднага след удара на машината в земята. Приблизително от 20 до 50 пътници оцеляват при първоначалната катастрофа, но умират няколко часа по-късно, докато чакат спасяване, поради сериозните си наранявания. При катастрофата загиват всички 15 членове на екипажа и 505 от 509 пътници на борда, оцеляват само четирима души. Катастрофата е най-смъртоносният инцидент с един самолет в историята на авиацията.
Японската комисия за разследване на авиационни произшествия, подпомагана от Националния съвет за безопасност на транспорта на Съединените американски щати, стига до заключението, че структурната повреда е причинена от дефектен ремонт от техници на „Боинг“ след инцидент с удар в опашката седем години по-рано. Когато дефектният ремонт в крайна сметка оказва влияние на самолета, това довежда до бърза декомпресия, която откъсва голяма част от опашката и причинява загуба на всички бордови хидравлични системи, а това изключва контрола над машината.
В резултат на инцидента доверието сред японската общественост в „Джапан Еър Лайнс“ претърпява драматичен спад с една трета, а слуховете, че „Боинг“ прикрива авиокомпанията, за да защити репутацията ѝ като голям клиент, увеличават процеса. В месеците след катастрофата вътрешният въздушен трафик намалява с цели 25%. Президентът на „Джапан Еър Лайнс“ Ясумото Такаги подава оставка, докато ръководителят по поддръжката Хиро Томинага и инженерът, който одобрява годността за полет на самолета, Сусуму Таджима се самоубиват. Изплатени са над 7,6 милиона щ. д. на роднините на жертвите, но авиокомпанията нe признава своята отговорност за катастрофата.